# Papoeababbelaar
De papoeababbelaar (Garritornis isidorei; synoniem: Pomatostomus isidorei) is een zangvogel uit de familie Pomatostomidae. Deze vogel is genoemd naar de Franse natuuronderzoeker Isidore Geoffroy Saint-Hilaire.

## Verspreiding en leefgebied
Deze soort is endemisch op Nieuw-Guinea en komt daar wijdverspreid voor, maar niet in de bergen.

## Status
De grootte van de populatie is niet gekwantificeerd maar de soort wordt omschreven als vrij algemeen tot algemeen. Op de Rode lijst van de IUCN heeft deze soort de status niet bedreigd.